# Bouncing ball
 (février 2024).
La bouncing ball est un dispositif utilisé dans les enregistrements vidéo pour indiquer visuellement le rythme d'une chanson, aidant le public à chanter sur de la musique en direct ou préenregistrée. Comme les paroles de la chanson sont affichées sur l'écran, une balle animée rebondit sur le haut des mots, atterrissant sur chaque syllabe quand elle doit être chantée.
La bouncing ball est principalement utilisée pour les chansons en anglais dans les enregistrements vidéo. En Chine, le procédé permettait de suivre le texte malgré les différences considérables d'accents régionaux. Au Japon, un dispositif similaire est utilisé où le texte change de couleur pendant qu'il est chanté, tout comme dans le karaoké.